# Пенафієл (футбольний клуб)
«Пенафієл» або «Пінафієл» (порт. Futebol Clube Penafiel) — португальський футбольний клуб із міста Пенафієл, заснований 1938 року. Виступає в Прімейра-Лізі Португалії. Домашні матчі проводить на стадіоні «25 квітня», який вміщує 6500 глядачів.

## Історія
Футбольний клуб «Пенафієл» було засновано 2 лютого 1951 року. До Прімейра-Ліги команда вперше потрапила в сезоні 1980-81. Крім того, в історії клубу є ще чотири періоди виступів у вищому дивізіоні Португалії: 1983—1986, 1987—1992, 2004—2006 та 2014—2015. За підсумками сезону 2014-15 клуб знову вилетів до Сегунда-Ліги. У сезоні 2007-08, граючи у другому дивізіоні, «Пенафієл» завершив змагання на передостанній позиції і потрапив до Національного чемпіонату Португалії. Найвищим досягненням команди в Кубку Португалії є півфінал сезону 1985/1986.